# 阿本古魯省
6°44′N 3°29′W / 6.733°N 3.483°W

阿本古魯省（Abengourou Department），是科特迪瓦的省份，位於該國東南部科莫埃區，由因德涅-茹瓦布蘭大區負責管轄，北面是阿尼比萊克魯省，成立於1969年，2014年人口336,148。